# 香港電視購物網絡

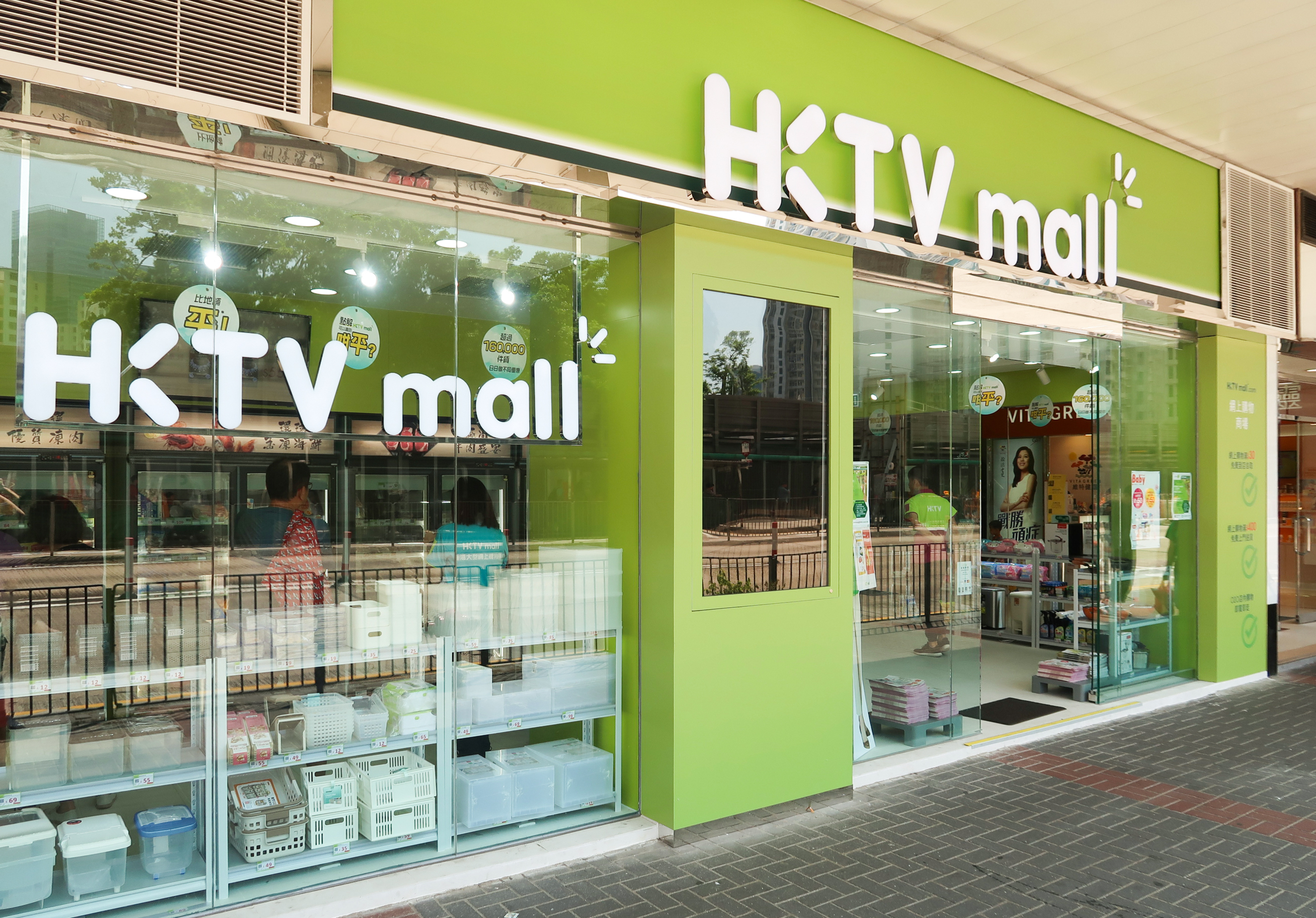
HKTV Mall在九龍淘大商場分店

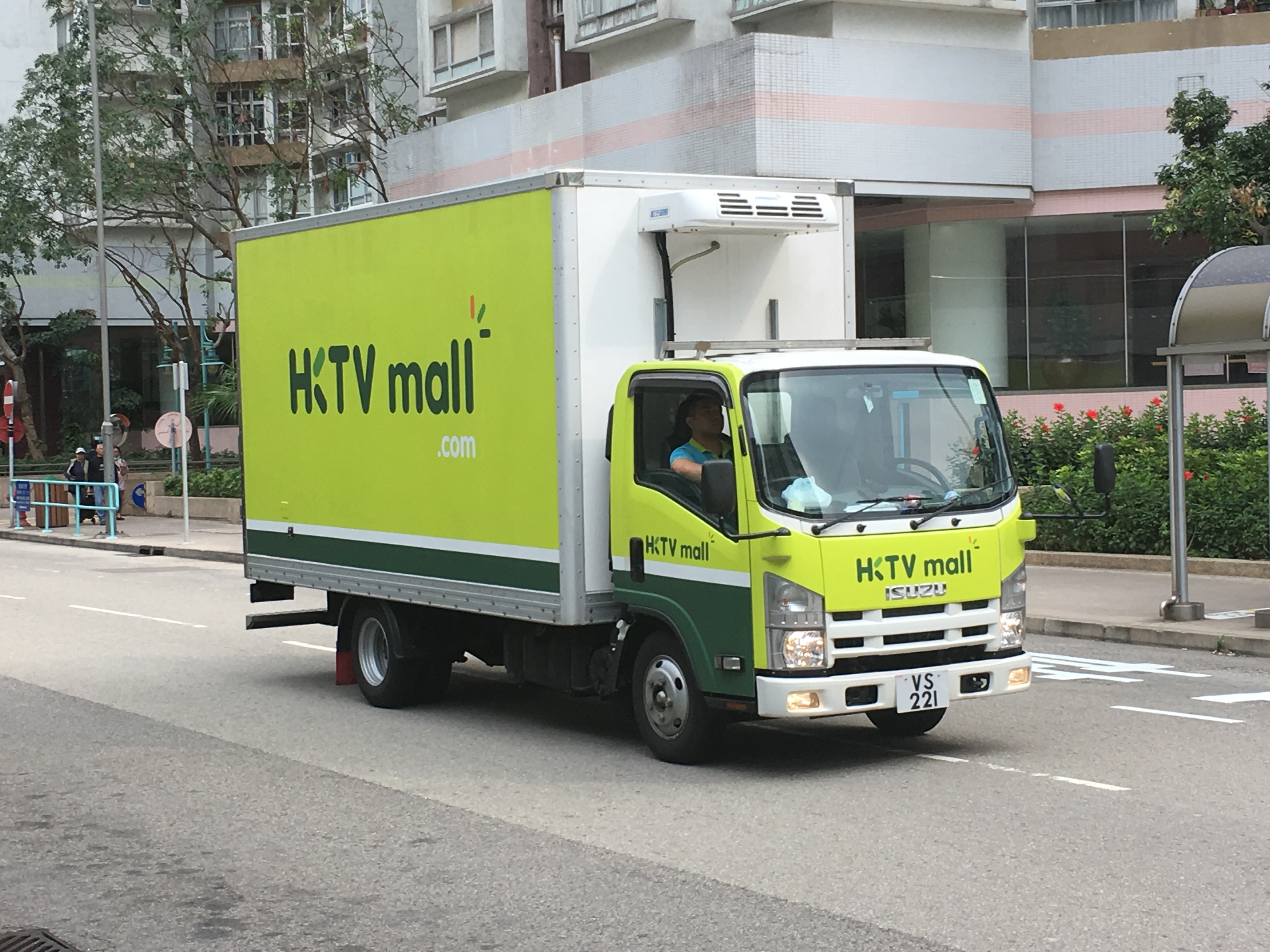
HKTV Mall貨車

香港電視購物網絡有限公司（Hong Kong TV Shopping Network Company Limited）為香港科技探索之附屬公司。主要業務是網購平台HKTVmall。

## 歷史
2014年5月，香港電視成立香港電視購物網絡有限公司，計劃推出購物網站，並把已製作好的節目於有關購物平台上播放，期望吸引本地知名商戶進駐，目標群組是年薪25萬以上的中產家庭；但香港電視表示，目標仍為經營免費電視，營運電子商貿只為獲得資金維持公司營運。
2014年12月16日，香港電視宣佈網購HKTVmall平台將於12月17日開始試業，並將於2015年2月1日正式推出。2015年8月初，HKTVmall曾承包51個港鐵站及兩個機場快綫站共3,298個的月台燈箱廣告，推廣網購平台。
2016年，香港電視網絡官方Facebook專頁併入HKTVmall的Facebook專頁，內容以網購為主。
2017年2月20日，香港電視網絡宣佈以67.1萬美元收購團購網站Groupon在香港的業務，在3月3日完成交易，其後網站在6月重新定名為「HoKoBuy」。
HKTVmall主力做網購，與之前的電視業務無太大關係。
2020年初，香港受COVID-19疫情影响，本地口罩供應不足，口罩價格暴升，香港市民需為口罩大排長龍。香港電視購物網絡有限公司執行長王維基注資20萬美金購入口罩生產機（仍未計算原材料費、無污染廠房設置、場地費、牌照費等雜項），預期於2020年4月中發售，王維基表示將以每個港幣兩元發售。
2020年2月，HKTVmall 市值超越 TVB。
2020年7月, HKTVmall自2015年正式推出電子商貿業務起首次轉虧為盈，預期集團截至2021年6月底止六個月將錄得不少於9,000萬元盈利。
2021年10月底，HKTVmall於將軍澳南Savannah開設首間超級市場，佔地面積超過4,400呎。現時分別在將軍澳、西環、屯門及大埔開設大型超級市場。
2024年8月底, HKTVmall 開設HKTVmore! （页面存档备份，存于）, 為香港市民提供一站式生活資訊。

## 超市主要競爭對手
- 百佳
- 惠康
- AEON

## 電商主要競爭對手
- 友和YOHO
- 鄰住買
- pandamart (Foodpanda)

## 外部連結
- 香港電視官方網站（電視及購物平台） （页面存档备份，存于）
- YouTube上的香港電視購物網絡頻道
- 香港電視購物網絡的Facebook專頁
- 香港電視購物網絡的新浪微博
- HKTVmore ! （页面存档备份，存于）

1. ↑  . HK01. 2021-10-27  [2022-12-12]. （原始内容存档于2022-12-12）. （页面存档备份，存于）